# Флаг Шаранского района
Флаг Шара́нского района — официальный символ муниципального района Шаранский район Республики Башкортостан Российской Федерации.
Флаг утверждён 12 июля 2006 года и внесён в Государственный геральдический регистр Российской Федерации с присвоением регистрационного номера 3234, а также в Государственный регистр символики в Республике Башкортостан под номером 064.

## Описание
«Прямоугольное полотнище с соотношением ширины к длине 2:3, состоящее из двух горизонтальных полос: верхней зелёного цвета шириной 4/5 ширины полотнища и нижней белого цвета; в центре зелёной полосы три вырастающих из белой полосы дерева белого цвета, стилизованных под башкирский орнамент „кускар“, над ними — два плуга белого цвета накрест».
Данное описание флага было утверждено Геральдическим советом при Президенте Российской Федерации, но решением Совета муниципального района Шаранский район Республики Башкортостан от 12 июля 2006 года № 105 было утверждено другое описание флага: «Флаг представляет собой прямоугольное двухцветное полотнище, состоящее из горизонтальных полос: верхняя полоса зелёного цвета (4:5), нижняя — белого (1:5). На зелёном фоне белым и золотым цветом изображены три дерева, стилизованные под народный орнамент и два плуга».

## Обоснование символики
Флаг, разработанный на основе герба, языком символов и аллегорий отражает исторические, культурные и экономические особенности района.
Шаранская земля живописна, уютна и изобильна. Природа щедро наделила её своими богатствами: хвойные леса чередуются с раздольем полей, а украшают их многочисленные озёра, родники и речки. Особую прелесть ландшафту придают небольшие горные массивы. Здесь берёт начало воспетая в песнях река Сюнь.
Зелёный цвет полотнища флага и в нём три дерева сосны, стилизованные под башкирский орнамент «кускар», отражают красоту и уникальность шаранской земли, подчёркивают гордость жителей, любящих родной очаг, с оптимизмом смотрящих в будущее, символизируют радость, свободу, возрождение.
Издавна сосна — символ здоровья, силы и долголетия, является основным материалом для строительства жилья, помогает создавать тепло и уют. Кроме того, сосновые деревья, посаженные заботливыми руками шаранцев вдоль многочисленных оврагов, позволяют сохранить пахотные земли в районе.
Серебряный (белый) цвет деревьев символизирует веру, чистоту помыслов, обновление и радость.
Два плуга — эмблема крестьянского труда — созидательной силы благ и радостей жизни, а также дружбы и согласия многонационального народа, живущего в районе.
Жёлтый цвет (золото) символизирует богатство, справедливость, прочность, самостоятельность и величие.